# Keystone Studios

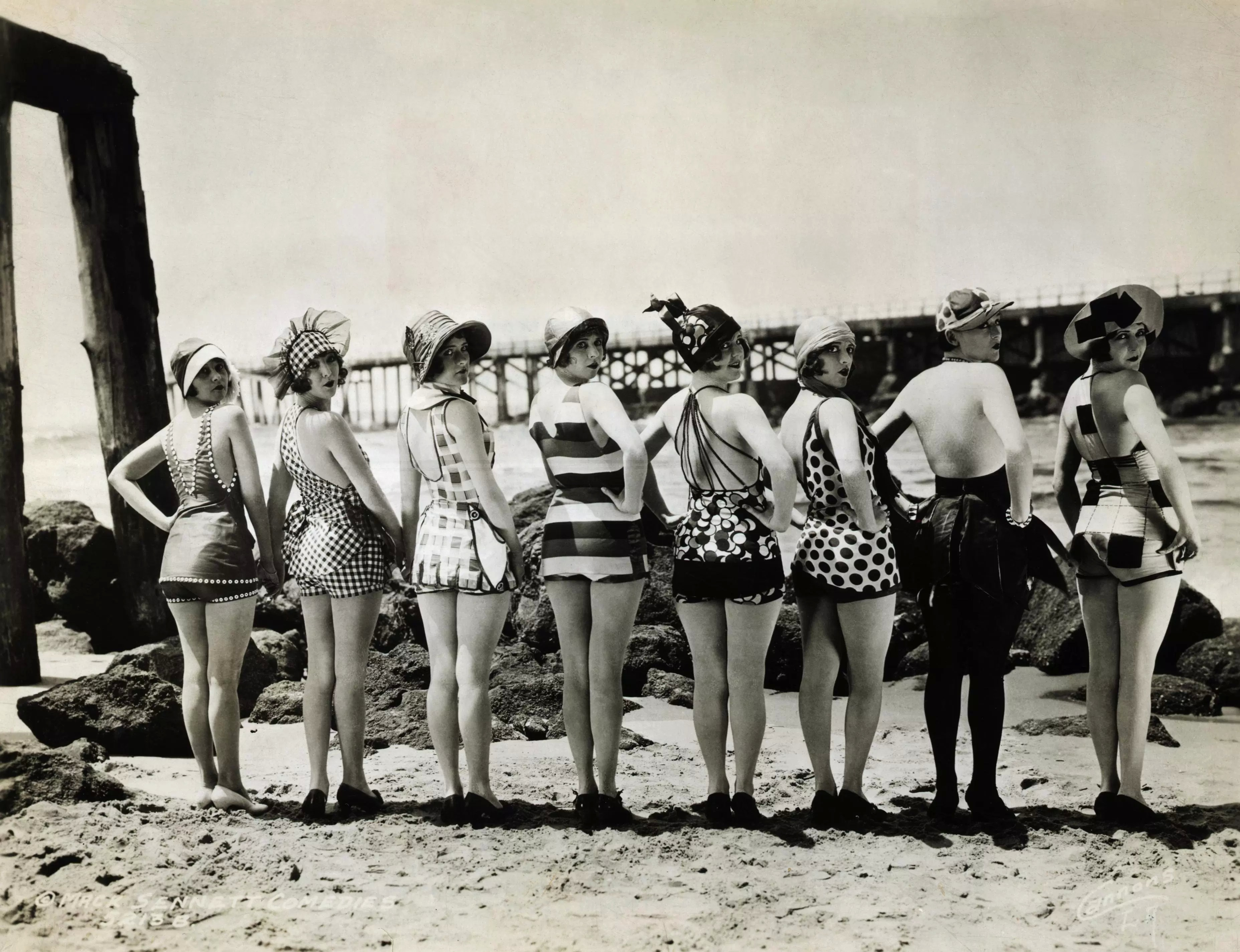
The «Sennett Bathing Beauties»

Keystone Studios — одна з перших кіностудій, яку засновано в Едендейл (тепер частина Лос-Анжелеської місцевості Еко-Парк) в 1912 під назвою Keystone Pictures Studio Маком Сеннетем за підтримки Адама Кесселя і Чарльза Баумана, які були власниками New York Motion Picture Company. Компанія знімала фільми в районі Глендейл і Сільвер Лейк протягом кількох років, і належала Mutual Film Corporation з 1912 до 1915.
Студію, мабуть, найкраще пам'ятають за епоху керівництва Мака Сеннета, коли він створив Keystone Kops і «Красунь Сеннета у купальниках». Чарлі Чаплін почав свою кар'єру в Keystone, коли Сеннет вмовив його тільки що з його водевільної кар'єри до німого кіно. Чарлі Чаплін у Keystone Studios — це збірка 1993 року деяких з найпомітніших фільмів Чапліна, зроблених в Keystone.